# Семашкевич, Григорий Михайлович
Григорий Михайлович Семашке́вич (бел. Рыгор Семашкевіч; 1945—1982) — белорусский советский литературовед, критик, прозаик, поэт. Кандидат филологических наук (1970), доцент (1980). Член Союза писателей СССР (1969).

## Биография
Родился 12 сентября 1945 года в крестьянской семье в деревне Домаши (Минская область, БССР).
В 1961 году закончил Лебедевскую среднюю школу. В 1966 году закончил филологический факультет Белорусского государственного университета.
Работал в 1966—1977 годах директором Малиновской восьмилетней школы Сморгонского района. В 1967—1969 годах — аспирант кафедры белорусской литературы Белорусского государственного университета. В 1970 году защитил диссертацию «Белорусское литературно-общественное движение в Петербурге (конец XIX — начало XX стст.)» на соискание учёной степени кандидата филологических наук. С 1970 года работал преподавателем, с 1976 года — старшим преподавателем, доцентом Белорусского государственного университета.
Умер 11 июня 1982 года. Похоронен на Северном кладбище в Минске.

## Основные научные труды
- Семашкевіч, Р. М. Браніслаў Эпімах-Шыпіла / Р. М. Семашкевіч. — Мінск : Навука і тэхніка, 1968. — 107, [2] с.
- Семашкевіч, Р. М. Беларускі літаратурна-грамадскі рух у Пецярбурзе (канец XIX ― пачатак XX ст.) / Р. М. Семашкевіч. — Мінск : Выдавецтва БДУ, 1971. — 132, [2] с.

## Литературные произведения
Публиковался с 1959 года.
- Семашкевіч, Р. Леснічоўка : Вершы / Р. Семашкевіч. — Мінск : Беларусь, 1968. — 63 с.
- Семашкевіч, Р. Субота : Вершы / Р. Семашкевіч. — Мінск : Мастацкая літаратура, 1973. — 110, [1] с.
- Семашкевіч, Р. Бацька ў калаўроце : аповесць / Р. Семашкевіч. — Мінск : Мастацкая літаратура, 1976. — 175 с.
- Семашкевіч, Р. Выпрабаванне любоўю : Эсе, артыкулы / Р. Семашкевіч. — Мінск : Мастацкая літаратура, 1982. — 206 с.
- Семашкевіч, Р. Лічыла дні зязюля : Вершы, аповесці, эсе / Р. Семашкевіч ; Прадм. Д. Бугаева. — Мінск : Мастацкая літаратура, 1987. — 508 с.
- Семашкевіч, Р. Янка Купала і беларускае адраджэнне : [выбраныя творы] / Рыгор Семашкевіч. — Маладзечна : Победа, 2012. — 195, [2] с.

### Издания Григория Михайловича Семашкевича в переводе на русский язык
- Семашкевич, Р. Золото соломы / Р. Семашкевич; пер. с бел. яз. — Москва : Молодая гвардия, 1974. — 31 с.
- Семашкевич, Р. В круговерти дней : Повести / Р. Семашкевич; пер. с бел. яз. В. Щедриной. — Москва : Советский писатель, 1989. — 219, [2] с.